# Filip Pravdica
Filip Pravdica (Rijeka, 28. srpnja 1995.) hrvatski je atletičar koji se bavi skokom u dalj i trenutno je državni rekorder.
Filip Pravdica svoje je prvo međunarodno iskustvo stekao 2014. godine kada je na Svjetskom juniorskom prvenstvu u Eugeneu u SAD-u ispao u kvalifikacijama s daljinom 7,02 m. Godine 2016. zauzeo je šesto mjesto na Balkanskom dvoranskom prvenstvu u Istanbulu sa 7,57 m, a početkom lipnja bio je jedanaesti na Mediteranskom prvenstvu do 23 godine u Tunisu sa 6,95 m prije nego što je nastupio na Balkanskom prvenstvu u Piteștiju s 7,34 m, kada je bio šesti.
Sljedeće godine dogurao je do finala na Europskom prvenstvu do 23 godine u Bydgoszczu, ali tamo nije uspio ostvariti valjan pokušaj. Godine 2018. nastupio je na Europskom prvenstvu u Berlinu, ali je sa 7,52 m propustio finale. Na Balkanskom prvenstvu u Smederevu 2021. bio je peti sa 7,78 m. Godine 2022. pobijedio je na Meeting Iberoamericano sa 7,91 m i na Trond Mohn Games sa 7,68 m, prije nego što je osvojio brončanu medalju na Balkanskom prvenstvu u Craiovi s 8,00 m iza Rumunja Gabriela Bitana i Valentina Toboca. U kolovozu je ispao u kvalifikacijama za Europsko prvenstvo u Münchenu sa 6,95 m.
Godine 2023. propustio je finale na Europskom dvoranskom prvenstvu u Istanbulu sa 7,39 m, a također je ispao u kvalifikacijama na Svjetskom prvenstvu u Budimpešti sa 7,74 m. Sljedeće godine popravlja hrvatski državni rekord na 8,35 m, ali ispada u pretkolu na Europskom prvenstvu u Rimu sa 7,89 m.
Pravdica je 2018. i 2022. postao prvak Hrvatske u skoku u dalj na otvorenom, a 2016. i 2021. te 2023. i 2024. u dvorani.
Nastupio je na Olimpijskim igrama u Parizu 2024. godine i bio 9. u finalu s daljinom od 7,90 m.